# لويز مارينيو
لويز مارينيو هو سياسي برازيلي، ولد في 20 مايو 1959 في Cosmorama, São Paulo ‏ في البرازيل. نشط حزبياً في حزب العمال البرازيلي.